# Hash Browns

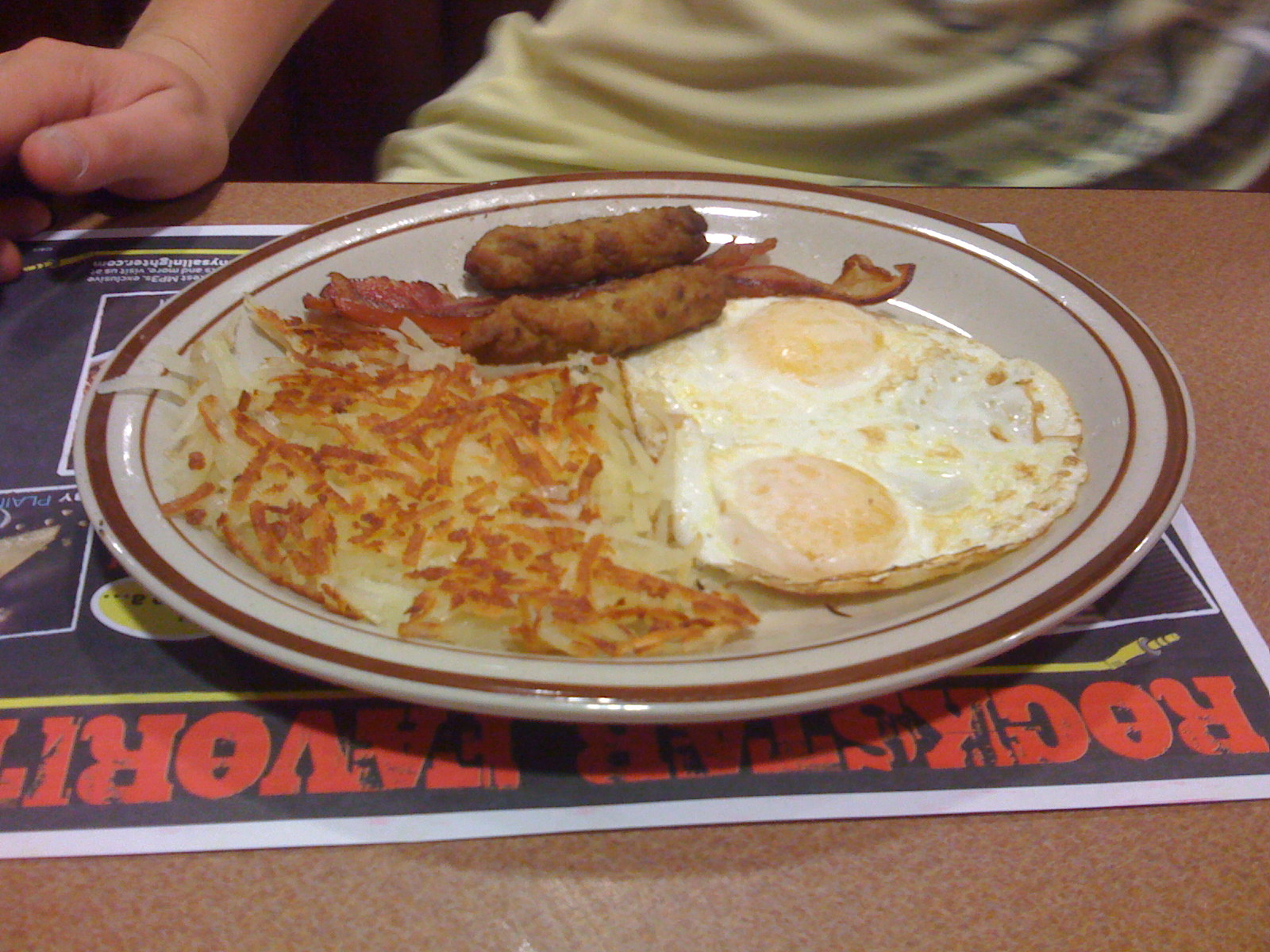
Mic dejun cu Hash Browns

Hash Browns [ˌhæʃˈbɹaʊnz] (din engl. hash „zdrobit“ și brown „brun“) sau Hashed Brown Potatoes este un preparat din cartofi din bucătăria Americii de Nord.
Pentru acest fel de mâncare, cartofii se fierb, nu prea mult, se scurg complet de apă, apoi se zdrobesc. Se condimentează și se adaugă unt de masă. Într-o tigaie se prăjesc pe ambele părți, ca și clătitele din cartofi. Spre deosebire de clătitele din cartofi, Hash Browns nu conțin nici ouă, nici făină. Legarea este realizată exclusiv de amidonul din cartofi. Hash Browns este aproape identică cu plăcinta de cartofi elvețiană Rösti.